# ルドルフ・シェンカー
ルドルフ・シェンカー (Rudolf Schenker、1948年8月31日 - ）は、ドイツのHR/HMバンド・スコーピオンズのギタリスト、ソングライター。弟はマイケル・シェンカー、妹はドイツのヘヴィメタルバンド「ヴィーヴァ」のキーボーティスト、バーバラ・シェンカー。

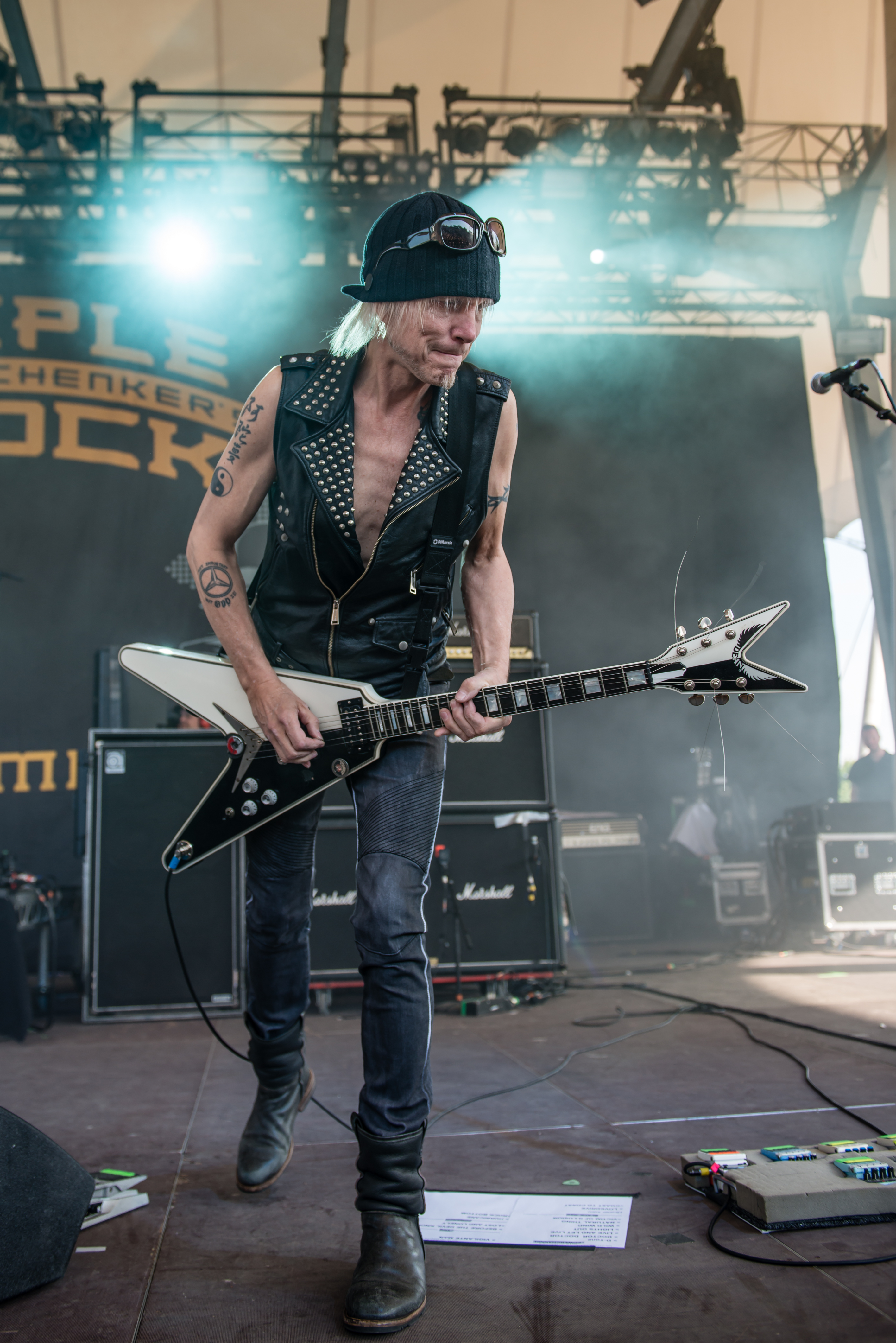
弟・マイケル・シェンカー（G）2015年

ギブソン社のギター、フライングVを、弟のマイケルと共に使用していることは有名。スコーピオンズのDVDアルバム「Acoustica」では、Dean Vのアコースティックモデルも使用している。
身長184cm。

## 概要
バンド内ではほとんどの楽曲を作曲しており、マイケルやウリ・ジョン・ロート、マティアス・ヤプスなど歴代のリード・ギタリストに対して、主にリズム・ギターを担当している。なお、これについてはウリに速弾きの練習をしているのを目撃され、「ルドルフは頑張りすぎないように、リード・ギタリストではなくリズム・ギタリストになった方がいい」と言われたのがきっかけであったという。
過去にロシア人女性と結婚し一人の娘を授かるが、2003年に離婚。2002年、スコーピオンズのコンサートにて35歳年下のタチアナ・スクボルツォヴァと再婚し、現在二人の孫がいる（二人ともドラムを経験しており、うち次男はスコーピオンズのミッキー・ディーからドラムを教わっていた）。
18歳の頃からヨガや瞑想を行っており、最も好きな宗教は仏教。インタビューでは「俺は生まれた時から神様に関心があったんだ。哲学や信仰的なものにも関わってきた。人々は自分自身を見つけるために、もっと瞑想すべきだ。瞑想を重ねると、人はよりバランスのとれた状態になるよ」と語った。
前述の通り、弟マイケルと共にフライングVを使用するギタリストとして有名であるが、最初にフライングVと出会ったのはルドルフである。ルドルフによると、フライングVを初めて触ったのはある楽器店で、何気なく手に取ると「まさに思った通り」だったといい、それ以降メイン機として使用するようになった。また、コンサートでギターを忘れたマイケルにそれを貸したことがきっかけで、マイケルもフライングVを使用し始めるようになったという。ルドルフは「フライングVのネックは最高だし、どんなポーズにも決まるよ。シャープなデザインもNo.1のギターだと思うし、大好きだ」と語っている。
最も尊敬するギタリストはジミー・ペイジであり、スコーピオンズの「Still Loving You」はレッド・ツェッペリンの「天国への階段」に影響を受け作曲された。他に好きなバンドとしてザ・フー、ラムシュタイン、ザ・ローリング・ストーンズ、エアロスミスを挙げている。

## 略歴
ドイツのヒルデスハイム生まれ。5歳の頃、初めてアコースティックギターを手に入れ、それ以降はギターに夢中になり、手放そうとしなかった。また10代の頃はラジオで聴いたリトル・リチャード、チャック・ベリー、エルヴィス・プレスリーなどに魅了されていたが、その頃はまだバンド活動よりもサッカーチームに入り活躍したいと思っていた。
しかしそんな時、ザ・ビートルズやザ・ローリング・ストーンズが登場し、激しく心を掴まれる。この衝撃により「ロックスターになる」という夢を考え始める。
ルドルフは家族に「ミュージシャンになりたい」と意思を伝えるが、母の「ちゃんとした職業を身につけてから好きなことをしなさい」という言葉から重電技術者の見習いになる。この経験が後のバンド活動にも繋がり、壊れたスピーカーなどを自分で修理することができるようになった。
重電技術者の仕事を終えた後、父に「ファンがいるものは何でもやれ、そうすれば金は勝手についてくる」と言われたのをきっかけに音楽活動を開始する。なお、当時はバンド活動に加え、もう一つの趣味であったサッカーも両立していたが、中足骨を骨折したことが原因でサッカーは引退。以降は音楽一本の道を歩むことになる。
16歳の頃、最初のバンドを結成。オーディションで「アタック・オブ・ザ・スコーピオンズ」というアルバムを聴いたルドルフは、バンド名を「スコーピオンズ」に改名することを決めた。なお、ルドルフは当初ボーカリストとしてバンドに参加していたが、ギターを弾きながら歌うのが難しいことに気がつき、弟のマイケルをメインギタリスト、クラウス・マイネをボーカリストに引き入れ、1971年にデビュー。
パイロナーレのクリエイティブ審査会では会長を務め、ドイツ・ロック＆ポップ・ミュージシャン協会、ドイツ・ポップ・ファンデーションの評議会メンバーにも選ばれている。
2011年にドイツ音楽作家賞ロック作曲賞を受賞した。